# Xã Jefferson, Quận Polk, Iowa
Xã Jefferson (tiếng Anh: Jefferson Township) là một xã thuộc quận Polk, tiểu bang Iowa, Hoa Kỳ. Năm 2010, dân số của xã này là 7.695 người.